# Rundenwettkampf
Ein Rundenwettkampf (abgekürzt RWK) ist eine Wettkampfform für Schützenvereine. Er wird, unabhängig von der Waffendisziplin, von Kreisebenen bis hin zur Bundesebene innerhalb einer Wettkampfsaison ausgetragen.

## Wettkampfmodus
An Rundenwettkämpfen nehmen Vereinsmannschaften teil. Je nach Leistungsstufe werden dabei Wettkämpfe auf Kreisebenen, Bezirksebenen, Landesebenen oder auch Bundesebene ausgetragen. Innerhalb eines Vereins kann es dabei vorkommen, dass, je nach Leistungsstärke, Mannschaften in allen Verbandsebenen antreten. Die Wettkampfsaison ist dabei nicht immer identisch mit dem Wettkampfjahr, welches am 1. Januar beginnt. Die Rundenwettkampfsaison beginnt meist am 1. Oktober.
Bis einschließlich der Bezirksklasse bestehen Mannschaften aus vier Wertungsschützen einer Waffendisziplin. Ab der Bezirksliga treten Mannschaften mit fünf Teilnehmern an. Diese Mannschaften werden für die verschiedenen Altersklassen (oder offene Klasse, wo alle Schützen einer Waffendisziplin antreten können) einer Waffendisziplin aufgestellt. Innerhalb der Wettkampfsaison müssen die Mannschaften nun gegen Mannschaften von anderen Schützenvereinen antreten, bis alle Wettkampfpaarungen der jeweiligen Disziplin (und evtl. Altersstufe) absolviert sind. Da hierbei die Mannschaften „in der Runde von einem Verein zum anderen Verein“ fahren müssen, hat sich daraus der Begriff „Rundenwettkampf“ ergeben. Auf unteren Verbandsebenen werden von der jeweiligen Rundenwettkampfleitung die Mannschaften meist in verschiedenen leistungsähnlichen Gruppen zusammengefasst und auch so in die Gruppen einsortiert, dass nicht allzu große Fahrstrecken zu absolvieren sind.
Nach Abschluss der regulären Wettkämpfe hat sich in der jeweiligen Wettkampfgruppe eine Rangfolge ergeben. Die Sieger der verschiedenen Gruppen müssen nun in einem Finalschießen die jeweilige Siegermannschaft in der Waffendisziplin ermitteln. Die Sieger einer Wettkampfklasse steigen in die nächsthöhere Wettkampfklasse auf – die Gruppenletzten steigen in die nächstniedrige (sofern vorhanden) Wettkampfklasse ab.